# 5th Conference of the International Woman Suffrage Alliance
Fifth Conference of the International Woman Suffrage Alliance var en internationell konferens som ägde rum i London i Storbritannien 26 april–1 maj 1909. Konferensen arrangerades av International Woman Suffrage Alliance och Millicent Fawcett från den engelska rösträttsrörelsen var konferensens ordförande. Svensk delegat var Anna Bugge.